# Lubang (Occidental Mindoro)
Lubang is een gemeente in de Filipijnse provincie Occidental Mindoro op het gelijknamige eiland Lubang en het kleinere eiland Cabra. Bij de laatste census in 2007 had de gemeente ruim 28 duizend inwoners.

## Geografie

### Bestuurlijke indeling
Lubang is onderverdeeld in de volgende 16 barangays:
| - Araw At Bituin - Bagong Sikat - Banaag At Pag-Asa - Binakas - Cabra - Likas Ng Silangan - Maginhawa - Maligaya | - Maliig - Ninikat Ng Pag-Asa - Paraiso - Surville - Tagbac - Tangal - Tilik - Vigo |

## Demografie
Lubang had bij de census van 2007 een inwoneraantal van 28.267 mensen. Dit zijn 5.371 mensen (23,5%) meer dan bij de vorige census van 2000. De gemiddelde jaarlijkse groei komt daarmee uit op 2,95%, hetgeen hoger is dan het landelijk jaarlijks gemiddelde over deze periode (2,04%). Vergeleken met de census van 1995 is het aantal mensen met 4.448 (18,7%) toegenomen.

De bevolkingsdichtheid van Lubang was ten tijde van de laatste census, met 28.267 inwoners op 113,1 km², 249,9 mensen per km².